# Cortinarius rattinus
Cortinarius rattinus är en svampart som beskrevs av Soop 2001. Cortinarius rattinus ingår i släktet Cortinarius och familjen spindlingar.   Inga underarter finns listade i Catalogue of Life.